# Hoka One One
Hoka One One (Произносится «хока онай онай») — это компания по производству спортивной обуви из Франции, которая разрабатывает и продает беговые кроссовки. Бренд впервые привлек внимание в индустрии бега, выпустив обувь с негабаритной подошвой, получившую название «максималистской» из-за дополнительной амортизации; это контрастировало с тенденцией минимализма в обуви, которая набирала популярность во время основания компании в 2009 году.
Компания Hoka производит обувь как с низким профилем, так и с максимальной амортизацией для дорог, троп и бездорожья; по всей линии продукции обувь Hoka сохраняет такие особенности, как низкое соотношение веса и амортизации, а также геометрию межподошвы и подошвы, разработанную для обеспечения естественной стабильности и эффективного шага.
Компания была основана в 2009 году в Анси, Франция; она базировалась в г. Ричмонд, штат Калифорния, а её штаб-квартира в настоящее время находится в г. Голета, штат Калифорния. Компания работает как дочернее предприятие корпорации Deckers Brands. Президентом бренда является Венди Янг, которая является президентом Deckers Performance Lifestyle Group, в которую входят бренды Teva и Sanuk.

## История
Компания была основана Николосом Мермоном и Жан-Люком Диаром, бывшими сотрудниками производственной компании Salomon, в 2009 году, когда они стремились разработать обувь, которая позволяла бы им быстрее бегать под гору, и создали модель с негабаритной подошвой, которая имела большую амортизацию, чем другие беговые кроссовки на то время. Обувь названа в честь фразы на языке маори, которая означает «летать над землей».
Обувь изначально понравилась бегунам на сверхмарафонские дистанции из-за повышенной амортизации и присущей устойчивости; однако быстро была завоевана популярность среди других бегунов, предлагая максимальную амортизацию и минимальный вес. Оригинальные модели бренда с максимальной амортизацией теперь сопровождаются в линии HOKA более легкой обувью, которая сохраняет большую часть фирменной подушки бренда, и даже легкими кроссовками для тренировок и бега с трековыми шипами.
1 апреля 2013 года HOKA была приобретена компанией Deckers Brands — материнской компанией UGG, Teva и других обувных брендов.
Компания спонсирует множество профессиональных бегунов; её первыми спортсменами были в основном ультратрейл бегуны, но их список расширился за счет включения нескольких спортсменов по легкой атлетике, триатлону и шоссейному бегу. Компания HOKA также имеет долгосрочные спонсорские контракты с группами профессионального обучения Northern Arizona Elite, базирующимися во Флагстаффе, штат Аризона; the New Jersey New York Track Club; и базирующийся в Калифорнии Клуб бега Эджиес.